# The Ballad of Candy Valentine
The Ballad of Candy Valentine est le premier EP du groupe Jad Wio, sorti en 1984 sous le label L'Invitation au suicide.

## Titres
- Face A

1. The Ballad of Candy Valentine (J.W. Nevero)

- Face B

1. Cellar Dance (J.W. Kbye)
2. Wiolet Oracle (J.W. Borteck)